# 聖なる蝶 赤い部屋
『聖なる蝶 赤い部屋』（せいなるちょう）は、江戸川乱歩の「悪魔人形」を原案とした2021年公開の日本映画。

## 概要
江戸川乱歩の傑作「悪魔人形」を現代風にアレンジした作品。赤い部屋シリーズ第3弾として、若手女優の登竜門「美少女図鑑」で注目を集め芸能界デビューした栗林藍希が主演。そのほか、窪田将治監督作品の常連俳優である木下ほうか、草野康太、柳憂怜などが出演している。

## キャスト
- 栗林藍希
- 波岡一喜
- 柾木玲弥
- 柳憂怜
- 草野康太
- 木下ほうか

## スタッフ
- 監督・脚本・編集：窪田将治
- エグゼクティブ・プロデューサー：村上潔
- プロデューサー：山口幸彦・宮下昇
- 撮影：春木康輔
- 録音：高島良太
- ヘアメイク：藤川美紗
- 衣装：森内陽子
- 音楽：與語一平
- 製作：キングレコード・FAITHentertainment
- 企画：FAITHentertainment
- 配給：キングレコード